# Zagrebačka sinagoga
Zagrebačka sinagoga bila je glavnim mjestom bogoslužja zagrebačke židovske zajednice u modernoj Hrvatskoj. Sinagoga je izgrađena 1867. u Kraljevini Hrvatskoj, Slavoniji i Dalmaciji unutar Austro-Ugarske, a bila je u upotrebi do 1941. kada su je vlasti Nezavisne Države Hrvatske dale srušiti.
Sinagoga je izgrađena u pseudomaurskom stilu, dizajnirana prema hramu u gradskom kotaru Leopoldstadt u Beču i nalazila se u današnjoj Praškoj ulici. Bila je jedini namjenski židovski objekt za bogoslužje u povijesti grada Zagreba. Zgrada je bila jedna od poznatijih sinagoga u okolici.
Od 1980-ih postoje planovi ponovne gradnje sinagoge na izvornoj lokaciji, no zbog spleta različitih političkih okolnosti do danas se vrlo malo napredovalo. Glavne nesuglasice postoje između hrvatske vlade i židovskih organizacija, to jest koliko bi one bile uključene u cijeli projekt, dizajn i svrhu nove građevine.[nedostaje izvor]

## Povijest
Ohrabreni ediktom o religiji cara Josipa II. iz 1782., Židovi se trajno nastanjuju u Hrvatskoj u kasnom 18. stoljeću, a židovsku općinu osnivaju 1806. godine.
Židovska zajednica u Zagrebu je 1809. imala jednog rabina, a 1811. i svoje vlastito groblje. Zajednici je 1833. omogućena kupnja zemljišta za gradnju sinagoge, no za njezinu izgradnju u to vrijeme nije imala dovoljno novca.
Već 1855. zajednica je narasla na 700 članova i 30. listopada te godine donesena je odluka o gradnji sinagoge. Odbor za izgradnju imenovan je 1861., izabrano je i kupljeno zemljište na uglu ulice Marie Valerie (današnja Praška) i trga bana Jelačića. Međutim, novi je urbanistički plan promijenjen 1864. smanjujući raspoloživi prostor za gradnju, tako da zajednica odlučuje kupiti drugo zemljište veličine 1540 m2 udaljeno oko 80 metara od prvotno planirane lokacije.

### Dizajn i izgradnja
Franjo Klein, Zagrepčanin rođen u Beču, imenovan je za glavnog arhitekta izgradnje sinagoge. Klein je, kao predstavnik historicizma, modelirao zgradu prema pseudomaurskom bečkom Leopoldstädter hramu, koji je projektirao Ludwig Förster. Taj objekt postao je prototip za gradnju sinagoga u Središnjoj Europi. Za Zagrebačku je sinagogu korišten već razvijen oblik zaobljenog luka (Rundbogenstil), no nisu preuzeti Fösterovi rani orijentalni motivi.
Sastav glavnog pročelja, s dominantnim izvučenim i povišenim planom i donja strana s dva simetrična dijela, odražava unutarnju podjelu na tri broda. U prizemlju na prednjoj strani bio je sagrađen trolučni ulaz i bifora, dok je na prvom katu bio izgrađen visoki triforium s povišenim lukom i četverolistnim rozetama na stubištu.
Sinagoga je zauzimala veći dio zemljišta: bila je okrenuta prema zapadu, a sâm hram bio je uvučen u odnosu na ulicu. Naime, prema austrougarskim propisima, morao je postojati predprostor, odnosno dvorište ispred same sinagoge koji onemogućava nekatoličkim crkvama javni ulaz s ulice (kao i tornjeve i zvona): imala je širok i nešto viši središnji brod i dva niža broda te, za razliku od Försterove sinagoge u Beču, nije imala oblik bazilike.
Radovi su počeli 1866., a sinagoga je završena sljedeće godine. Sinagoga je službeno posvećena 27. rujna 1867., a toj su svečanosti nazočili predstavnici gradskih i regionalnih vlasti, javne osobe Zagreba i mnoštvo građana. Sinagoga je bila prva istaknuta zgrada u zagrebačkom donjem gradu, a njena arhitektura i veličina izazivali su opće divljenje i pohvale.

### 19. i rano 20. stoljeće
Za religijske su potrebe u sinagogi sagrađene i orgulje, što je malobrojna zajednica ortodoksnih Židova smatrala neprihvatljivim pa su stoga oni svoja bogoslužja održavali odvojeno, u iznajmljenim prostorijama. 
U potresu 1880. sinagoga je pretrpjela manja oštećenja koja su sanirana sljedeće godine.
Zbog doseljavnja iz Mađarske, Češke i Moravske židovska je populacija brzo rasla: s 1285 članova 1887. na 3237 članova 1900. i potom na 5970 članova 1921. godine. Sinagoga je postala premala da bi udovoljila potrebama stalno rastuće zajednice pa je zato 1921. pokrenuta njezina obnova s ciljem povećanja broja raspoloživih sjedala. Godine 1931. planiralo se povećati broj sjedala na 944, no od toga se kasnije odustalo. Centralno grijanje u sinagogi uvedeno je 1933.

### Uništenje tijekom Drugog svjetskog rata
Tijekom 1941., kada su Sile osovine u Travanjskom ratu okupirale Kraljevinu Jugoslaviju, dolazi do raspada Kraljevine Jugoslavije i do stvaranja Nezavisne Države Hrvatske (NDH) kojom je upravljao nacionalistički ustaški režim. Ubrzo po osnivanju NDH započinje sustavni progon Židova, modeliran prema nacističkom uzoru, a katkada i brutalniji: uvedeni su rasni zakoni, židovska imovina je zaplijenjena, a sami Židovi bili su uhićeni i deportirani u koncentracijske logore u Hrvatskoj i u drugim zemljama.
U listopadu 1941. novoinaugurirani gradonačelnik Zagreba, Ivan Werner, objavio je dekret za rušenje sinagoge, navodno zato što se sinagoga nije uklapala u glavni gradski urbanistički plan. Devastacija sinagoge, započeta 10. listopada 1941., napredovala je sporo da se ne bi oštetile susjedne zgrade i završena je u travnju 1942. Cijeli je proces fotografiran u propagandne svrhe, a fotografije su javno izložene na Antisemitskoj izložbi u Zagrebu. Fotografije su također izložene i u Dubrovniku, Karlovcu, Sarajevu, Vukovaru i Zemunu kao ilustracija "rješavanja židovskog pitanja u NDH".
Ulomke filma o rušenju sinagoge otkrio je pet desetljeća kasnije, 1993., filmski redatelj Lordan Zafranović tijekom istrage za dokumentarni film Zalazak stoljeća/Testament L. Z.; 41 sekunda filma je spašena. Ti su ulomci također korišteni u dokumentarnom filmu Mire Wolf Zagrebačka sinagoga 1867. – 1942. (1996.), koji je producirala Hrvatska radiotelevizija.
Osam vrijednih svitaka Tore spašeni su nakon intervencije Leonarda Grivičića, poduzetnika i industrijalca koji je bio susjed Mile Budaka, ministra u vladi NDH. Grivičić je također bio blizak poglavniku Anti Paveliću i veleposlaniku Trećeg Reicha u NDH, Edmundu Glaise-Horstenau. Iako Grivičić nije imao velik politički utjecaj u NDH, smatran je osobom od povjerenja. Kada je 9. listopada 1941. saznao za planove vlade o početku rušenja sinagoge, tu je informaciju iste večeri tajno proslijedio Bernardu Grüneru, glavnome kantoru zagrebačke sinagoge pa su svitci Tore tijekom noći sklonjeni na sigurno mjesto.
Ubrzo po uništenju sinagoge, zagrebački nadbiskup Alojzije Stepinac rekao je u propovijedi: "Kuća Božja bilo koje vjere je sveta stvar i tko u to dira, taj će životom platiti. I na ovom i na onom svijetu bit će proganjan." Stepinac je još pridodao da su to počinili "ustaše i njihove vođe".
Jedini sačuvani dijelovi sinagoge su zidni umivaonik, korišten za ritualno pranje ruku, i dvije spomen-ploče iz predvorja te nekoliko dijelova stupa, koje je spasio Ivo Kraus. Ubrzo po završetku Drugoga svjetskoga rata Kraus ih je izvukao iz ruševina. Zidni umivaonik i spomen-ploče čuvaju se u Muzeju grada Zagreba, a dijelovi stupa kod židovske zajednice u Zagrebu.

## Pokušaji obnove

### 1945. – 1990.
Svaki peti hrvatski Židov je u Drugome svjetskome ratu preživio holokaust. Između 1948. i 1953. se oko polovica svih članova zagrebačke Židovske općine odlučila za Aliju, preseljenje Židova u Izrael, tako da je broj njezinih članova pao na desetinu od prije rata. Jugoslavenski komunistički režim nacionalizirao je cjelokupnu imovinu Židovske zajednice u Zagrebu, između ostaloga i zemljište u Praškoj ulici. Sve to, kombinirano s generalnim neprijateljstvom novoga režima prema religiji, učinilo je rekonstrukciju sinagoge skoro nemogućom.
Poslije Drugoga svjetskoga rata mjesto negdašnje sinagoge koristilo se kao odbojkaško igralište. Na tom je mjestu kasnije izgrađena robna kuća, koja je do temelja izgorjela u požaru 31. prosinca 1980. Ostatci te robne kuće poslije su uklonjeni. Unatoč nekim ranijim idejama o gradnji robne kuće na istome mjestu i natječaju iz 1977. za arhitektonski dizajn zgrade, radovi na obnovi robne kuće nisu nikada započeli. Umjesto toga, zemljište je korišteno za parking, a u tu svrhu služi i danas.
Poslije 1986. zagrebačka Židovska općina započinje raspravu o židovskome kulturnome središtu i memorijalnoj sinagogi. Dvojica arhitekata, Branko Silađin i Boris Morsa, istupaju javno s idejom o novome židovskome centru u Praškoj ulici. Silađinovu viziju židovska zajednica prvotno nije prihvaćala: umjesto toga napravljeni su planovi za gradnju kulturnoga centra i sinagoge nakon provedenoga međunarodnoga natječaja. Međutim, unatoč podršci projektu unutar Jugoslavije i izvan nje, zagrebačke su gradske vlasti stalno usporavale ili odbijale potrebnu dokumentaciju pa ni taj projekt nije nikada ostvaren.

### 1990. – danas
U jesen 1990., poslije prvih demokratskih parlamentarnih izbora u Hrvatskoj, gradska je vlast napokon odobrila projekt. Natječaj za najbolji arhitektonski projekt bio je planiran za siječanj 1991. Politički metež u državi, koji je nastao poslije raspada Jugoslavije i tijekom Domovinskoga rata, prouzročio je ponovno zaustavljanje projekta. Tadašnji predsjednik Republike Hrvatske, dr. Franjo Tuđman, rekao je 1994. Jakovu Bienenfeldu, članu vijeća zagrebačke židovske zajednice, da bi trebali napraviti novu sinagogu na mjestu negdašnje i da bi to financirala Vlada Republike Hrvatske. Bienenfeld je odbio ponudu, jer je smatrao nepristojnim graditi velebnu sinagogu kad je širom Hrvatske tijekom Domovinskoga rata srušeno 1800 crkvi i 2000 škola.
Dne 15. listopada 1991. velikosrpski agresori su u sklopu Operacije Labrador pokušali podvaliti Hrvatskoj miniranjem zagrebačke sinagoge, no hrvatske su ih službe otkrile pa su akteri morali pobjeći u Srbiju.
Hrvatski zakon o denacionalizaciji stupio je na snagu 1996., a zemljište u Praškoj ulici vraćeno je židovskoj zajednici 31. prosinca 1999. U 2002. planovi obnove sinagoge ponovno su bili aktualizirani poslije uknjiženja zemljišta. Izvještaj o troškovima gradnje uručen je Vladi RH i Gradu Zagrebu u srpnju 2004. a revidiran je u listopadu 2004. godine. Natječaj za izvođača radova bio je planiran 2005., no iste je godine došlo do raskola u zagrebačkoj Židovskoj općini, što je rezultiralo formiranjem disidentske zajednice Bet Israel na čijem su čelu bili Ivo i Slavko Goldstein.
U rujnu 2006. Vlada Republike Hrvatske osnovala je radnu skupinu. Odlučeno je da će projekt vrijedan 173 milijuna kuna dijelom financirati Vlada i Grad Zagreb, a da obje židovske organizacije trebaju imati svoje predstavnike u radnoj skupini. Međutim, zagrebačka Židovska općina – koja je bila vlasnik nekretnine i sebe smatrala jedinim legalnim predstavnikom zagrebačke Židovske općine – smatrala je neprihvatljivim da i Bet Israel sudjeluje u radu radne skupine: zbog takvih je uvjeta predsjednik Židovske općine Ognjen Kraus odbio daljnje sudjelovanje u projektu obnove sinagoge.
Bilo je i novih neslaganja o dizajnu i namjeni nove zgrade, no postojala je i opća suglasnost da bi nova zgrada trebala imati kulturnu i komercijalnu svrhu. Židovska je općina naginjala modernijem dizajnu izvorne sinagoge, a Bet Israel zagovarao je repliku izvornog pročelja smatrajući da bi takav izgled sinagoge zračio snažnom simbolikom. Mišljenja arhitekata, gradskih urbanista i povjesničara umjetnosti također su bila podijeljena.
U 2001. i 2015. godini zagrebačka je Židovska općina predstavila nove planove za izgradnju višenamjenskoga židovskoga kulturnoga centra veličine 10.600 m2 i sinagoge u Praškoj ulici.